# Le Sang des hommes
 (octobre 2023).
Si vous disposez d'ouvrages ou d'articles de référence ou si vous connaissez des sites web de qualité traitant du thème abordé ici, merci de compléter l'article en donnant les références utiles à sa vérifiabilité et en les liant à la section « Notes et références ».
Albums de L'Ange Vert
Les Armes de Bretagne
(1997)
Le Sang des hommes est le premier album du groupe de rock celtique L'Ange Vert.

## Titres
1. Marins de cœur et de fortune
2. Le Sang des hommes
3. Je pars (part. I)
4. Je pars (part. II)
5. Je pars (part. III)
6. Chanson pour Maël
7. Gradlon
8. Penn moc'h
9. Les Femmes de Kerne
10. Les Trépassés de Groix
11. L'Ancien
12. Ys
13. War an doenn I & II
14. Tavarn
15. Les Yeux du naufragé

## Formation
- Éric Vasse : chant, guitares acoustiques, violon, mandoline, flûte
- Christophe Archan : batterie, percussions, flûtes, chant
- Stéphane Archan : guitares électriques et acoustiques, synthétiseur, bouzouki, mandoline, chœurs
- Éric Daniel : basse
- Bruno Rouillé : harmonica, chant, bombardes, flûte
- Loïc Taillebrest : uilleann pipes

Avec également :
- Stéphan Baudoin : synthétiseur sur Les yeux du naufragé
- Patrick Rosello : basse sur Gradlon
- Laurent Pierre : Bombarde sur L'ancien
- Jean-Baptiste Biard : chœurs sur Penn moc'h
- Fabien Chéreau : chœurs sur Penn moc'h